# Leoz
Leoz (o Leotz in basco) è un comune spagnolo di 248 abitanti situato nella comunità autonoma della Navarra.